# Parafia Trójcy Przenajświętszej w Pabianicach
Parafia pod wezwaniem Trójcy Przenajświętszej w Pabianicach – parafia rzymskokatolicka znajdująca się w archidiecezji łódzkiej na terenie dekanatu pabianickiego.

## Rys historyczny
Parafia erygowana została 1 września 1998 przez metropolitę łódzkiego abpa Władysława Ziółka w perspektywie obchodów Wielkiego Jubileuszu Roku 2000. Położona jest na pabianickim osiedlu Bugaj, przy ul. Popławskiej 22.
Pierwszą mszę świętą na placu kościelnym przeznaczonym pod budowę przyszłej świątyni parafialnej odprawiono 25 grudnia 1999. Dokładnie rok później, 25 grudnia 2000, powstała kaplica tymczasowa. Wznoszenie murów kościoła rozpoczęto 29 kwietnia 2002. 31 maja 2005 abp Władysław Ziółek poświęcił dom parafialny. Budowę świątyni zakończono i wmurowano akt erekcyjny 21 października 2007. 

## Grupy parafialne
- chór „Gloria Trinitatis”
- zespół muzyczny „Przemienieni”
- schola dziecięca „Owieczki Pana”
- dwie grupy biblijne – pod patronatem św. Hieronima oraz bł. Jana Pawła II
- katecheza dla osób dorosłych
- parafialny zespół Caritas
- Żywy Różaniec
- Stowarzyszenie Matki Bożej Patronki Dobrej Śmierci
- liturgiczna służba ołtarza
- asysta parafialna

## Kolejni proboszczowie parafii
- ks. Stanisław Wroński – 1998–2000
- ks. kan. Jerzy Rzepkowski – od 2000